# Brandberg (Austria)
Brandberg – gmina w Austrii, w kraju związkowym Tyrol, w powiecie Schwaz. Według Austriackiego Urzędu Statystycznego liczyła 367 mieszkańców (1 stycznia 2015).